# T'HÓ Mayas Fútbol Club
El T'HÓ Mayas Fútbol Club es un equipo de fútbol profesional que participa en la Serie B de México. Fundado en 2022 tiene su sede en Homún, Yucatán. Disputa sus partidos como local en el Campo Hipólito Tzab.

## Historia
El club fue fundado en mayo de 2022 aunque durante sus primeros meses de existencia únicamente participó en torneos amateur. En julio del mismo año el equipo se afilió a la Federación Mexicana de Fútbol Asociación y fue inscrito en la Segunda División de México, pasando a integrarse en la Serie B de la categoría.
Tras el anuncio oficial de la creación del equipo, la directiva encabezada por el exfutbolista Carlos Calvo fue presentada y contrató a David Patiño como el primer entrenador del club.
El equipo debutó de manera oficial el 27 de agosto de 2022 derrotando por 2-0 al Club Atlético Angelópolis, el delantero Carlos González marcó los primeros dos goles en la historia del club. En su primer torneo el equipo consiguió alcanzar la reclasificación para liguilla, siendo eliminado en esa ronda por el club Alebrijes UABJO.
El Torneo Clausura 2023 el equipo consiguió finalizar la etapa regular en la segunda posición general, por lo que avanzó a la liguilla de nuevo. En el repechaje los mayas eliminaron al Mazorqueros Fútbol Club, posteriormente en semifinales dejaron fuera al Pioneros de Cancún para alcanzar su primera final en la historia. El equipo yucateco jugó la final por el campeonato, de nueva cuenta Alebrijes UABJO era el rival, en la ida ambos clubes empataron a tres goles, en el partido de vuelta celebrado en el Estadio Carlos Iturralde de Mérida, los Mayas fueron derrotados por un marcador de 1-3 en los tiempos extras, por lo que perdieron la oportunidad de ganar el campeonato de la Serie B.
Para la temporada 2023-24 el club decidió no tomar parte de ninguna competición profesional del fútbol mexicano, manteniendo únicamente a las escuadras de formación y amateur representativas de la institución, por lo que el equipo entró en el año de pausa que se puede otorgar a los clubes de la Segunda División.

## Estadio
El T'HÓ Mayas Fútbol Club disputa sus partidos como local en el Campo Hipólito Tzab localizado en Homún, Yucatán, el estadio tiene capacidad para albergar a unos 600 espectadores. Sin embargo, el club busca la construcción de su propio estadio y complejo deportivo, la directiva planea llevar a cabo estas obras en la población de Acanceh.

## Palmarés
| Competición nacional  | Títulos | Subcampeonatos |
| --------------------- | ------- | -------------- |
| Segunda Serie B (0/1) |         | Clausura 2023  |

## Temporadas
| Temporada     | División          | Posición              |
| ------------- | ----------------- | --------------------- |
| Apertura 2022 | 4.Segunda Serie B | 7o. (Reclasificación) |
| Clausura 2023 | 4.Segunda Serie B | 2o. (Subcampeón)      |